# Krzysztof Gulak
Krzysztof Gulak (ur. 29 sierpnia 1996) – polski siatkarz, grający na pozycji przyjmującego.

## Sukcesy klubowe
Ogólnopolska Olimpiada Młodzieży:
- 2012

## Nagrody indywidualne
- 2013: Najlepszy punktujący Mistrzostw Polski Kadetów[5]